# Сан Мануел (Аризона)
Сан Мануел (енгл. San Manuel) насељено је место без административног статуса у америчкој савезној држави Аризона.

## Демографија
По попису из 2010. године број становника је 3.551, што је 824 (-18,8%) становника мање него 2000. године.
| Група             | 2000.         | 2010.         |
| Белци             | 2.231 (51,0%) | 1.653 (46,6%) |
| Афроамериканци    | 17 (0,4%)     | 28 (0,8%)     |
| Азијати           | 15 (0,3%)     | 17 (0,5%)     |
| Хиспаноамериканци | 2.022 (46,2%) | 1.773 (49,9%) |
| Укупно            | 4.375         | 3.551         |